# Play (compagnie aérienne)
Pour les articles homonymes, voir Play.
Play (code IATA : OG ; code OACI : FPY) est une compagnie aérienne islandaise à bas prix basée à l'aéroport international de Keflavík.
Lancée en juillet 2019 sous le nom de WAB air, puis renommée Play en novembre suivant, ses premiers vols commencent en juin 2021 vers initialement 8 destinations européennes (Paris, Londres, Berlin, Alicante, Barcelone, Copenhague, Tenerife et Salzbourg). À partir de décembre 2021, Play a ouvert 15 nouvelles lignes (13 en Europe et 4 aux États-Unis).

## Histoire
En juillet 2019, deux anciens dirigeants de WOW air, Arnar Már Magnússon et Sveinn Ingi Steinþórsson, annoncent la création d'une nouvelle compagnie aérienne, provisoirement nommée WAB air («We Are Back»). Avianta Capital, un fonds d'investissement irlandais détenu par Aislinn Whittley-Ryan (fille de Michael Kell Ryan, l'un des fondateurs de Ryanair ) détenait une participation de 75%; le reste était détenu par Neo, une société fondée par Magnússon et Steinþórsson. La société avait pour objectif d'exploiter six avions vers 14 destinations en Europe et vers les États-Unis, avec un objectif d'un million de passagers transportés la première année. La nouvelle société a demandé un certificat d'exploitant aérien auprès de l'autorité islandaise des transports.
En novembre 2019, WAB air a été rebaptisée Play et l'embauche de personnel d'exploitation a été lancée. La compagnie aérienne a annoncé vouloir louer des Airbus A321 et commencerait des vols avec deux avions vers six destinations européennes à l'hiver 2019-2020. La livrée de la compagnie aérienne sera rouge, choisie pour symboliser «la passion que représente cette couleur», selon Magnússon.

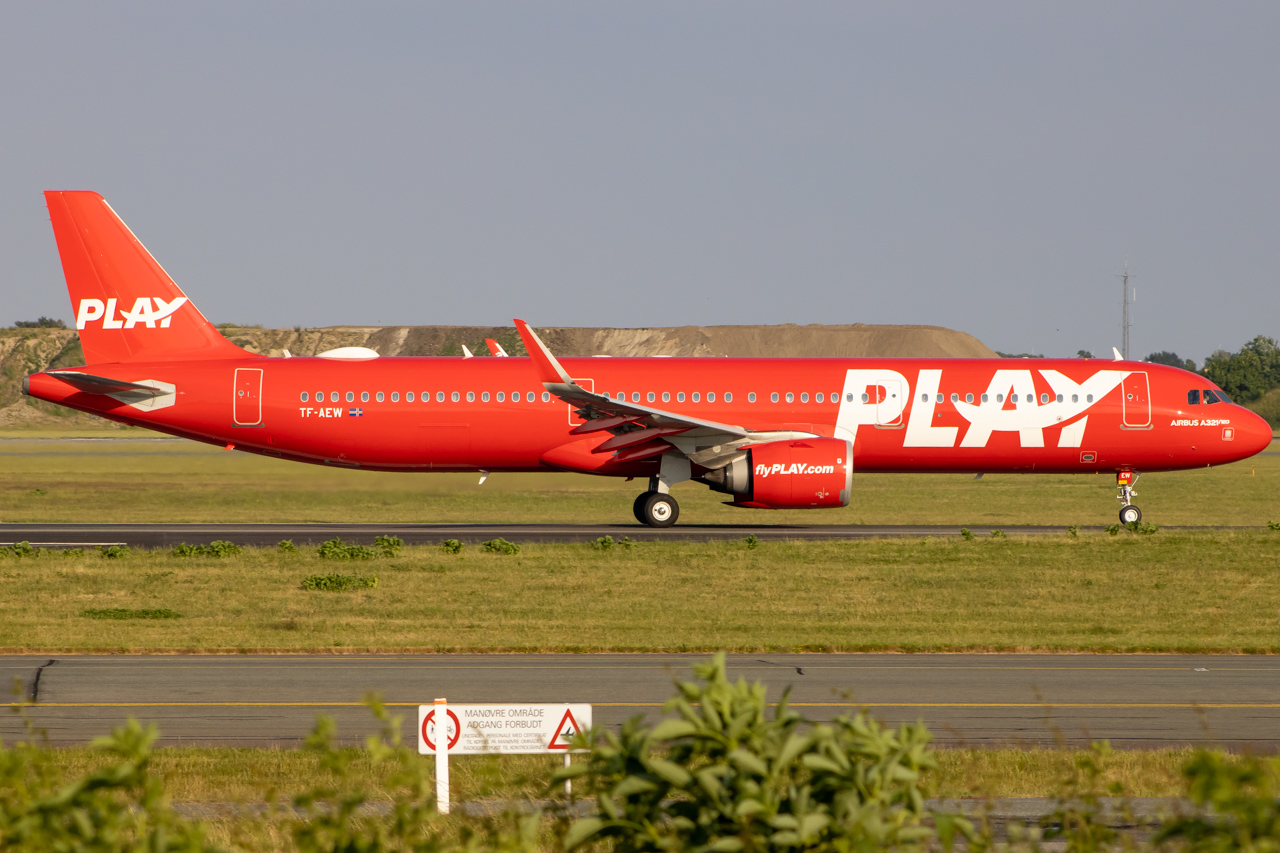
Un Airbus A321neo de Play, immatriculé TF-AEW (anciennement à Interjet).

En mai 2021, la compagnie planifie d'opérer des Airbus A321neo, la version modernisée et remotorisée des A321, plus économe en carburant et plus respectueux de l'environnement. Le premier devrait rejoindre la flotte en juin 2021. Six destinations sont prévues au réseau de Play : Paris, Londres, Berlin, Copenhague, Alicante et Tenerife. Des vols vers les États-Unis sont prévus pour début 2022.
Le 16 mai 2021, la compagnie reçoit son certificat de transporteur aérien. Le premier vol est prévu le 24 juin.

## Destinations
Play dessert dans un premier temps six destinations en Europe: Alicante, Tenerife, Londres, Paris, Copenhague et Berlin. Depuis son hub à l'aéroport international de Keflavik elle dessert l'après-midi au retour des rotations en Europe parties le matin, l'Amérique du Nord et le Canada.
- Washington Dulles
- Baltimore/Washington International Thurgood Marshall
- Aéroport international John C. Munro Hamilton
- Aéroport de New-York Stewart

## Flotte
À l’été 2023, la flotte de Play se constituait des appareils suivants :
| Appareil       | En service | Commandes | Nombre de passagers | Immatriculation                        |
| -------------- | ---------- | --------- | ------------------- | -------------------------------------- |
| Airbus A321neo | 3          | 1         | 192                 | TF-PLA, TF-AEW TF-PLB                  |
| Airbus A320neo | 6          | 0         | 136                 | TF-PPB TF-PPA/ TF-PPC/ TF-PPF / TF-PPE |

Play prévoit de débuter ses opérations avec deux avions Airbus A321  configurés avec 192 sièges passagers et ajouter quatre appareils supplémentaires d'ici l'été 2020. La compagnie aérienne espère étendre sa flotte à 10 appareils. En 2021, la compagnie s'oriente vers la version NEO des A321 pour effectuer ses vols. La compagnie Play, a reçu son premier A320neo, qui était destinée de base à la compagnie aérienne SaudiGulf airlines..